# آشیانه پرستوها
«آشیانه پرستوها» یا «مدرسهٔ دولتی ۴»، آموزشکده‌ای برای تربیت جاسوس در اتحاد جماهیر شوروی سوسیالیستی بود که در قازان، تاتارستان در جنوب شرقی مسکو قرار داشت.
آشیانهٔ پرستوها (ласточка) در کنار دخمهٔ کلاغ‌ها (Вороны) دو بخش سری مدرسهٔ حرفه‌ای لنین (به روسی: Ленинская техническая школа) بودند.
در دخمهٔ کلاغ‌ها، پسران و در آشیانهٔ پرستوها، دختران زیبارو آموزش می‌یافتند تا با استفاده از جذابیت‌های جنسی خود مسئولان و دیپلمات‌های خارجی را در داخل و خارج شوروی به دام بیندازند. به پرستوها به جای اسم شماره‌ای اختصاص داده می‌شد.
در سال ۱۹۶۳، فیلم‌نامه‌نویس روس یوری کروتکوف به آمریکا پناهنده شد و فاش کرد که او وظیفهٔ یافتن زنان جذاب را بر عهده داشته‌است. کروتکوف این زنان را در محل فیلمبرداری پیدا می‌کرد و با پیشنهاد پول و لباس و موقعیت‌های شغلی آن‌ها را استخدام می‌کرد.
واشینگتن پست در سال ۱۹۸۷ گزارش داد که «بیشتر غربی‌هایی که مدتی را در مسکو گذرانده باشند هدف تلاش پرستوها یا کلاغ‌ها برای اغوا بوده‌اند.»
به باور جیسون متیوز، این مدرسه پس از فروپاشی شوروی تعطیل شد، ولی روسیه از پیمانکاران ثالث برای پرورش جاسوس‌های جنسی استفاده می‌کند.
این مدرسه در فیلم گنجشک سرخ به تصویر کشیده شده‌است.
عبارت آشیانهٔ پرستو همچنین به سوئیت‌های دو آپارتمانی اشاره دارد که در یک اتاق هدف اغوا می‌شد و در اتاق دیگر مأموران کاگ‌ب به ضبط صدا یا فیلمبرداری از واقعه می‌پرداختند.